# Pixeline Skolehjælp: Lær om Førstehjælp – Det lille bjørnehospital
Pixeline Skolehjælp: Lær om Førstehjælp – Det lille bjørnehospital er det trettene spil i Pixeline Skolehjælp serien. Spillet er fra 2008, og er udgivet af Krea Media.
Spillet starter med at Pixeline besøger et bjørnehospital, og under kyndig vejledning fra dr. Bjørn, skal hun hjælpe patienterne med at give dem den rigtige behandling.
Det gøres ved at gå igennem fem mini spil, hvor man bl.a. skal ringe efter hjælp, vælge det rigtige billedet i en farlig situation, lave almindelig førstehjælp, behandle af tilskadekomne og give livgivende førstehjælp. For vært af udfordringer man klar, for man et diplom.
Til sidst når man har samlet alle diplomer, er man udlært, og kan give førstehjælp.